# Rhynchotrochus macgillivrayi
Rhynchotrochus macgillivrayi är en snäckart som först beskrevs av Forbes 1851.  Rhynchotrochus macgillivrayi ingår i släktet Rhynchotrochus och familjen Camaenidae. Inga underarter finns listade i Catalogue of Life.